# Dimensionslös storhet
En dimensionslös storhet är en skalär storhet som saknar enhet och därför är ett rent tal. Vanligtvis är ett dimensionslöst tal en kvot eller produkt av andra storheter med dimension där enheterna tar ut varandra. Exempelvis kan man mäta olika cirklars omkrets och diameter, och omkretsen kommer alltid att bli pi gånger större än diametern. Pi är alltså en dimensionslös konstant som är oberoende av cirkelns faktiska storlek.
Exempel på dimensionslösa storheter inom matematik:
- Procent (%) – hundradel
- Promille (‰) – tusendel
- Parts per million (ppm) – miljondel
- Parts per billion (ppb) – miljarddel
- Parts per trillion (ppt) – biljondel
- Parts per quadrillion (ppq) – biljarddel

Exempel på dimensionslösa fysikaliska storheter:
- Finstrukturkonstanten
- Friktionskoefficient
- Friktionstal (hydraulik)
- Relativ permittivitet
- Reynoldstal
- Töjning